# نورث لاودرديل
نورث لاودرديل (بالإنجليزية: North Lauderdale)‏ هي مدينة أمريكية تقع في ولاية فلوريدا. تبلغ مساحة هذه المدينة 10.1 (كم²)،ويبلغ عدد سكانها 41023 نسمة حسب إحصاء سنة 2010 م 41023.